# Mihail Ivanov
Mihail Ivanov (n. 20 noiembrie 1977, Ostrov⁠(d), RSFS Rusă, URSS) este un schior de fond ce a reprezentat Rusia, medaliat olimpic. A participat la o ediție a Jocurilor Olimpice (2002) în care a câștigat o medalie de aur.